# Пева (Моимента-да-Бейра)
Пева (порт. Peva) — район (фрегезия) в Португалии, входит в округ Визеу. Является составной частью муниципалитета Моимента-да-Бейра. Находится в составе крупной городской агломерации Большое Визеу. По старому административному делению входил в провинцию Бейра-Алта. Входит в экономико-статистический субрегион Доуру, который входит в Северный регион. Население составляет 513 человека на 2001 год. Занимает площадь 19,92 км².